# OCFS
OCFS (Oracle Cluster File System) — кластерная файловая система, поддерживающая разделяемое использование между несколькими Linux-системами.
Разработку файловой системы осуществляет корпорация Oracle под лицензией GNU General Public License. Файловая система обладает семантикой локальной файловой системы и может быть использована почти любыми приложениями. Используется в основном для виртуализации (Oracle VM), кластерных баз данных (Oracle RAC), кластеров на промежуточном ПО (Oracle E-Business Suite) и так далее.

## OCFS 1.0
Первая версия OCFS была выпущена корпорацией Oracle для Linux-ядра версии 2.4. И хотя версия, выпущенная под свободной лицензией, имела некоторые ограничения, она позволяла получить прямой доступ к файлам базы данных, а также давала ряд других преимуществ администраторам. Так как первая версия файловой системы разрабатывалась только для кластерных баз данных Oracle, она не была POSIX-совместимой, в отличие от второй версии OCFS.

## OCFS2
Вторая версия Oracle Cluster File System имеет следующие возможности и особенности:
- Добавлена поддержка POSIX
- Поддерживаются различные кодировки, в том числе little endian и big endian, а также 32-битовые и 64-битовые кодировки
- Файловая система имеет поддержку ввода\вывода с прямым доступом, ассинхронного ввода\вывода, буферированного ввода-вывода, ввода-вывода вида splice (с версии 1.4) и ввода-вывода с отображением в память
- Возможность использовать большие inode
- Возможность отслеживать относительное время доступа к файлу (relative access time)
- Поддержка режимов журналирования вида ordered и writeback
- Используются контрольные суммы метаданных
- Поддержка блоков размеров 512 байтов, 1 кБ, 2 кБ и 4 кБ.
- С версии 1.4 система поддерживает следующие размеры единичного блока, выделяемого для хранения файловых данных - 4 КБ, 8 КБ, 16 КБ, 32 КБ, 64 КБ, 128 КБ, 256 КБ, 512 КБ и 1 МБ.

Для конфигурирования и управления файловой системой предусмотрены два набора программ: ocfs-tools (интерфейс командной строки) и ocfs2console (графический интерфейс). 